# The Scottish Loveknot
The Scottish Loveknot (dt. „Der schottische Liebesknoten“) ist ein Pornospielfilm aus dem Jahr 2003.

## Handlung
Der Film erzählt von dem Krieger Robert Mhor. Nach einer schottischen Legende war dieser ein guter Liebhaber und nahm sich nach jeder Schlacht die Frauen der Besiegten. Robert liebte aber nur eine Frau wirklich, die Dame des Sees. Als Robert starb, weilt der Geist der Frau vom See immer noch in der Gegend und erscheint alle hundert Jahre, um sich mit ihrem Geliebten zu vereinen, den sie dann unter verschiedenen Männern sucht. Im Film treffen sich drei Männer in einem Haus und haben dann Visionen, die sie als schottische Krieger in der Vergangenheit sehen.

## Auszeichnungen
- 2004: AVN Award „Best Director – Foreign Release“ (Gazzman)
- 2004: AVN Award „Best Foreign Feature“
- 2003: FICEB Award „Ninfa 2003 al mejor DVD“ / Best DVD

## Wissenswertes
- Der Film wurde mit großem Aufwand und Kostümen an authentischen Orten in Schottland gedreht.